# Telenomus opacus
Telenomus opacus är en stekelart som först beskrevs av Howard 1889.  Telenomus opacus ingår i släktet Telenomus och familjen Scelionidae. Inga underarter finns listade i Catalogue of Life.